# Warnsveld (gemeente)
Warnsveld was een gemeente in de Nederlandse provincie Gelderland. op 1 januari 2005 is deze gemeente gefuseerd met de nabijgelegen gemeente Zutphen. Naast het dorp Warnsveld was in de gemeente ook de buurtschap Warken gelegen.
Het voormalige gemeentehuis van Warnsveld is sindsdien in gebruik als hoofdkantoor van GGD Noord- en Oost Gelderland.

## Samenvoeging
Al in 1972 gingen er stemmen op om de gemeente Warnsveld te fuseren met de gemeente Zutphen, op dat moment van 96 procent van de Warnsveldse bevolking nog tegen een herindeling. 32 jaar later, in 2004, werd er weer een volksraadpleging gehouden. De meerderheid van de Warnsveldse bevolking was toen wel voor een gemeentelijke fusie. Ondanks de uitkomst van het referendum leefde er veel tegenstand. Toenmalig burgemeester van Warnsveld Pieter van Veen was de grootste tegenstander van de gemeentelijke herindeling, ook gingen tegenstanders van de herindeling naar het binnenhof om daar tegen de fusie te demonstreren.
Ook nu heeft Warnsveld nog een eigen identiteit binnen de gemeente Zutphen, ondanks het feit dat de gemeentenaam Zutphen is zetten bijna alle politieke partijen in de gemeente Zutphen "Zutphen-Warnsveld" achter hun partijnaam.

## Bestuur en politiek

### Politiek
Bij de meeste verkiezingen voor de Tweede Kamer kwamen de Partij van de Arbeid of het CDA als grootste uit de bus. Over de lokale politiek is niet veel meer bekend, na de gemeentelijke herindeling gingen veel afdelingen van landelijke partijen samen met afdelingen van dezelfde partijen uit de gemeente Zutphen.